# Eugen Kenigschatz
Eugen Kenigschatz (n. 1859, Chișinău, gubernia Basarabia, Imperiul Rus – d. secolul al XX-lea) a fost un evreu basarabean, avocat, jurist și politician moldovean, membru al Sfatului Țării al Republicii Democratice Moldovenești.

## Sfatul Țării
Fiind evreu, a fost unul din membrii Sfatului Țării care s-a abținut de la votul de Unire a Basarabiei cu România în sesiunea din 27 martie 1918.